# Стойче Кокалев
Стойче Христов Кокалев е български революционер, деец на Вътрешната македоно-одринска революционна организация и кмет на Смилево.

## Биография
Роден е в 1865 година в битолското село Смилево, тогава в Османската империя. Включва се дейно в националноосвободителни борби на българите в Македония и в 1900 година влиза във ВМОРО, заклет от Даме Груев. Включва се активно в подготовката на Илинденско-Преображенското въстание като кмет на родното си село. По време на самото въстание взима дейно участие в бойните действия и е старши четник в четата на Дамян Касапов. С четата участва в сражения с османската войска, сред които на връх Илинден, при опожаряването на Смилево на 14 август 1903 година, в село Боища и други. Жена му, заедно с други цивилни, е убита по време на въстанието от османски сили.
На 30 април 1943 година, като жител на Сърбци, подава молба за народна пенсия, която е одобрена и отпусната от Министерския съвет на Царство България.